# 斯瓦尔巴总督
冷岸群島總督代表挪威政府行使對冷岸群島（斯匹茲卑爾根）的主權。
該職位隸屬於挪威司法公安部，但負責在當地維護所有挪威利益，包括環境保護、執法、官方代表、調解事務以及婚姻與離婚等民事事務。 此職位的一項重要任務是與位於巴倫支堡的俄羅斯僑民社群保持良好關係。
為達此目的，總督辦公機構下設有：
- 一個包含俄語口譯員、法律、旅遊等顧問的工作組；
- 一個執法部門（英语：Norwegian Police Service）；
- 一個環境保護部門；
- 一個行政部門，涵蓋檔案、財務管理與資訊科技支援。

總督辦公室還配備有多架直升機、雪地摩托車、快艇及其他履行職責所需的設備。其年度預算由挪威議會（Storting）制定，約為6000萬挪威克朗，其中大部分用於交通運輸。
該職位原稱「Sysselmann」，於2021年7月1日更名為「Sysselmester」，這是索爾貝格內閣推動的政府性別中立政策之一，旨在將具有性別含義的政府職稱改為性別中立詞彙。

## References
1. ↑   [關於斯瓦爾巴群島總督]. https://www.sysselmesteren.no/.   [17 March 2022] （挪威语）.
2. ↑  . sysselmesteren.no.   [17 March 2022].
3. ↑   (PDF). sysselmesteren.no.   [17 March 2022].
4. ↑  . Stortinget. 2021-05-06  [2024-10-31] （挪威语）.
5. ↑  . Ice People. 2020-11-13  [2024-10-31]. （原始内容存档于2021-10-20）.

## External links
- 官方网站

Template:Svalbard topics
Template:Norwegian Police Service